# Palau de Gel
Le Palau de Gel (en français, Palais de Glace) est une patinoire propriété du FC Barcelone. Il est utilisé par les sections de hockey sur glace et de patinage artistique. Il est ouvert au public le reste du temps.
Le Palau de Gel, inauguré le 30 octobre 1971, a été conçu par les architectes Francesc Cavallé et Josep Soteras. Sa capacité est de 1 256 spectateurs. Il est situé à côté du Palau Blaugrana, près du Camp Nou.